# مالكوم شو
مالكوم شو (بالإنجليزية: Malcolm Shaw)‏ هو محامي بريطاني، ولد في 1947.